# 고전후 시대
전근대(Pre-Modern Era) 또는 고전후 시대(post-classical era), 고대후 시대(Post-Ancient Era)는 고대와 근세 사이의 시대를 일컫는 말이다. 고전적인 서구 학계의 시대구분에서는 중세에 해당한다. 대륙에 따라 다르지만 대략 200-600년에서 1200-1500년 사이로 비정된다. 220년-650년 사이에 한나라, 서로마 제국, 굽타 제국, 사산 제국 등 고전 시대의 대표적인 문명들이 붕괴한 이후 시작된 시대에 해당하며 근세가 도래하면서 끝났다. 이 시대는 중앙아시아 유목민들의 침공, 세계종교(기독교, 이슬람교, 불교)의 형성, 문명과 문명 간의 교역 및 군사적 접촉으로 특징지어진다.

## 연표
중세 부분      중세 주제      기타

## 지역별 시대 구분

### 아시아

#### 한국사
서양의 중세 년도를 기준으로 한다면 남북국 시대(서양의 중세 초기와 겹침)가 중세에 포함된다. 하지만 많은 학자들은 남북국 시대를 중세에 포함시키지 않아왔다. 1960년대 이후 나말여초를 기준으로 중세를 삼아왔다.
일반적으로 고려의 성립을 전후로 고려의 성립, 후삼국의 통일, 또는 후삼국의 성립 중 한 시점을 기준으로 삼아 고려시대를 한국사의 중세로 본다. 후삼국시대의 시작 이전인 신라말의 혼란기를 중세의 기점으로 삼는 학자도 존재한다.
그러나 사회경제학사 연구자들이 통일신라(남북국 시대)를 중세에 포함시켜야 한다고 주장하였고, 1980년대 말부터 이런 학설이 많아지고 있다.
4~6세기를 기점으로 삼국시대 후기를 중세에 포함시키자는 주장도 있다.
조선민주주의인민공화국의 경우 삼국시대를 통째로 중세에 포함시키고 있다.

## 4세기-6세기
4세기부터 6세기에 걸쳐 서양에서는 북유럽의 게르만족과 슬라브족의 민족 이동이 일어나 로마 제국의 국경이 허물어지고, 이로 말미암아 서로마 제국은 멸망하였으며, 서유럽 일대에 야만적인 게르만 부족국가가 일어나 유럽 봉건사회의 기틀이 되었다. 한때 지중해를 ‘우리의 바다’라 호언하던 로마도 3세기 말에 이르자, 디오클레티아누스 황제의 필사적인 재건 개혁도 헛되이 쇠퇴 일로를 걸었다. 인구는 감소되고 경제는 굳어 실물(實物) 경제화했으며, 토지는 일부 대토지 소유자에 독점되어 자영농민과 중산층은 몰락하였다. 뿐만 아니라 막강함을 자랑하던 로마군이 게르만 용병으로 채워져 무력화(無力化)하고, 마침내는 475년 서고트족의 동로마 국경 침입을 당하게 되자 사상 유례가 드문 일대 민족 이동을 유발하고 말았다. 제일 먼저 국경을 침입한 서고트족은 아드리아노플 전투에서 동로마군을 격파, 콘스탄티노플을 위협했고 서진(西進)하여 서로마군을 격퇴, 이탈리아 반도로 남하했다. 이리하여 410년 ‘영원의 도시’ 로마가 함락되고 잇따라 게르만의 여러 부족들이 로마의 다른 영토를 유린하였다. 게르만 민족 이동의 결과, 서유럽에는 서고트 왕국(에스파냐), 동고트·롬바르드 왕국(이탈리아), 반달 왕국(아프리카 북안), 부르군트 왕국(남프랑스), 앵글로색슨 왕국(영국) 등 여러 나라가 건국되었다. 동유럽에는 게르만보다 조금 늦게 슬라브 민족의 대이동이 시작되어 동로마 제국 영토를 위협하였으나, 6세기 초에 즉위한 유스티니아누스 대제가 이를 막았다. 대제는 로마 제국의 재건을 꿈꾸어 한때 이탈리아는 물론 에스파냐, 북아프리카 등 옛 로마의 영토를 탈환하였고, 안으로는 로마법을 집대성, 유스티니아누스 법전을 편찬하여 법제사상 큰 영향을 끼쳤다. 그러나 유스티니아누스 역병이 닥쳐 동로마는 크게 쇠퇴했고, 얼마안가 동로마 제국의 영토는 다시 동부 지중해 연안 지역으로 줄어들었다. 하지만 제국은 15세기까지 지속되어 줄곧 서유럽과 중동아시아를 잇는 사이에 자리하여 문화적으로 중개역을 담당하였으며, 그리스와 동방의 문화적 전통을 융화, 계승하여 화려한 비잔틴 문화를 이룩하였다.

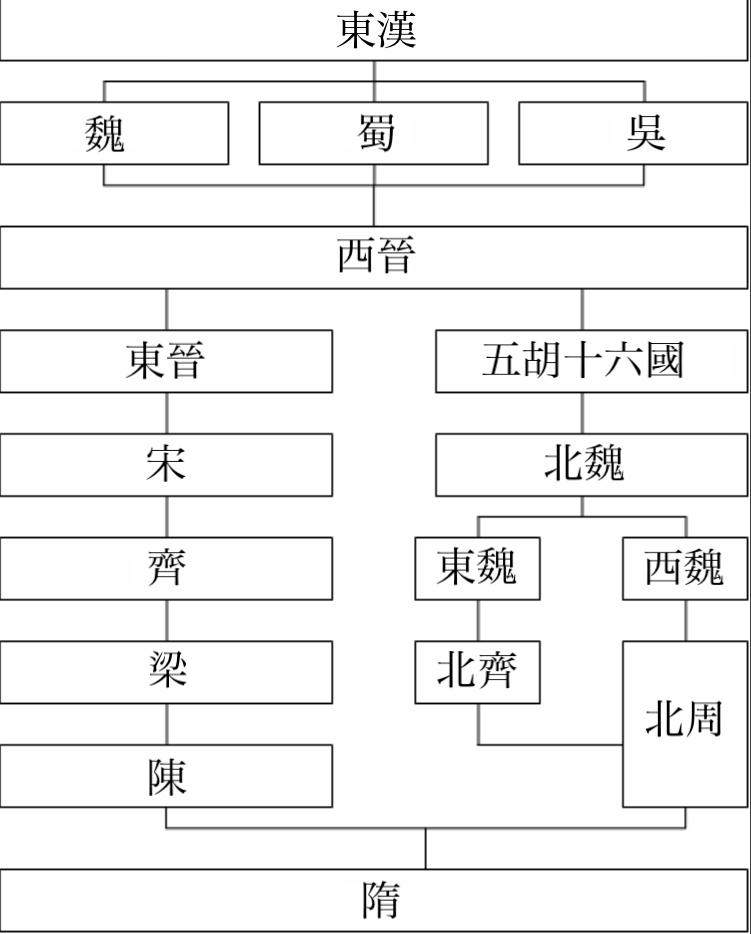
위진 남북조 시대(220~589) 왕조들의 계통도: 위진 시대는 220~420, 남북조 시대는 439~589

중국에서는 서진(西晉)이 멸망(316)하고 강남 지방에 동진 왕조가 재건되었고, 그후 송·제·양·진의 여러 왕조가 교체하였으며, 화북 지방에서는 5호 16국이 흥망성쇠를 거듭하다가 북위에 의해 통일되었다. 다시 동위와 서위, 북제와 북주로 분열하더니, 수에 의하여 남북이 재통일(589)되었다. 이 남북조시대는 문벌귀족사회로, 관료의 상층부는 각 문(門)의 귀족이 독점하게 되었다. 남조와 북조 모두가 문벌 귀족사회라고는 하지만, 남조에서는 문벌이 자율적으로 질서화하고 있다. 경제면에서 개관하면 분열시대였기 때문에 진·한 시대처럼 전국적인 상업 활동이나 화폐경제의 고도한 발전을 볼 수 없었다. 교환수단으로서 곡물·포백(布帛)을 사용하는 현물경제가 시행되고 있었다. 그러나 이 시대에 중국 토지제도사에서 주목할 만한 새로운 제도가 나오고 있다. 3국을 통일한 서진의 무제가 점전·과전법을 시행(280)하고, 북중국을 통일한 북위는 균전법을 발포했다(485). 이 균전법은 후에 북주·북제가 답습하는데, 그 실시 상황은 때로 이완(弛緩)이 있었지만 어느 정도 실행되면 수·당의 토지법(=균전제)로 계승되었다. 척발족의 북위왕조 치하에서 중국 유가(儒家)의 이상인 토지 균분(均分)이라는 이념하에 균전법이 발포되었지만, 남조에서는 아무런 토지정책이 없이 호족대가(豪族大家)의 대토지 소유 발전을 방임하였다. 그리고 서진말(3세기 말) 이래 북방민족들의 중국 내지 침입으로 명문 호족을 비롯해서 일반 서민에 이르기까지 많은 인구가 강남지방으로 이동하여 종래 미개척 지역이었던 이곳이 개발되자 화북과 강남은 대략 대립되는 두 개의 경제 중심지를 형성했다. 후한말 이래는 동란으로 계속 인구가 격감했는데, 이는 생활의 빈곤으로 인하여 호족의 비호하에 들어가서 호족에서 탈락하는 자가 많았기 때문이다. 남북조 시대에는 일반 양민층의 붕괴가 현저하고 5호 시대에는 많은 노예가 발생하고 있었다. 노예 증가의 결과로 천민계급이 분화하여 의식객(衣食客)·부곡(部曲) 등이 나오고 있는데, 이런 점에서 6조 시대는 노예제가 성행한 시대라고 할 수 있다. 문화면에서는 불교와 노장 사상이 사상계의 주류를 이루고, 종교 방면에서는 불교가 지식 계급에 침투해서 비약적으로 발전하였고, 이 불교의 영향으로 도교가 종교로서의 체계를 확립하였다. 문학예술이 유교의 속박에서 벗어난 것도 이 시대로, 6조 시대의 문학, 예술은 무력하고 퇴폐적인 귀족적 성격이 농후하며 형식 지상주의적인 특징을 가지고 있다.

### 서아시아
샤푸르 1세의 사후, 한때 부진했던 사산 왕조도 4세기의 샤푸르 2세 시대에, 다시 적극적인 군사 활동을 개시했다. 그 결과 쿠샨 왕국은 페르시아의 한 주(州)가 되었고, 서방에서는 로마에 빼앗겼던 아르메니아가 회복되었다. 로마와의 항쟁은 파르티아 왕국 이래 아르메니아를 둘러싸고 반복되어 왔었는데, 이제 아르메니아의 그리스도교화 성공과 콘스탄티누스의 개종(改宗)에 의해서, 로마의 아르메니아에 대한 간섭은 한층 심한 것이 되었다. 이 로마의 간섭에 대해서 샤푸르 2세는 그리스도교의 대박해로 보복했다. 샤푸르 2세의 사후, 왕위 상속에 관한 분쟁이 그치지 않았고, 그 사이에 봉건귀족과 조로아스터교 사제(司祭) 계급이 결탁하여 세력을 넓혀서, 왕권이 약화되었다. 또한 5세기가 되자, 동방에 에프탈이 나타나서 때때로 제국에 침입하였고, 국내에는 공산주의적 사상을 가진 마즈다교가 일어나서 귀족과 평민과의 투쟁이 격화되었다. 이러한 때에 외적을 격퇴시키고, 국내의 질서를 회복하고, 강력한 왕권 아래 제국의 최성기를 일으킨 것이 호스로 1세였다. 그가 지배한 6세기 중엽의 약 50년간은 군사적·외교적 승리뿐만 아니라, 문화면에 있어서도 사산 왕조의 가장 빛나는 시대였다. 그의 손자 호스로 2세는 동로마의 군대를 격파하여 이집트를 정복하고, 다시 콘스탄티노플도 포위했다. 그러나 동로마 황제인 헤라클레이오스의 반격을 당하여, 소아시아·아르메니아를 빼앗기고, 수도 크테시폰도 공격을 받아 그는 암살당했다. 호스로 2세의 패전으로 제국의 쇠망은 결정적인 것이 되었다. 최후의 황제 야즈데게르드 3세는, 642년 네하반드의 싸움에서 신흥 이슬람 세력에 패하여 651년 메르프 부근에서 살해되어 제국은 완전히 멸망했다.

### 중앙아시아
쿠샨 왕조의 붕괴에 편승하여, 중앙아시아의 투하리스탄에 대두한 유목민족인 에프탈은 5세기 말부터 6세기 초에 걸쳐서 서쪽으로는 사산 왕조의 페르시아에 침입하여 동부 이란의 땅을 빼앗았고, 남쪽으로는 간다라·가즈니를 정복했다. 다시 서북 인도에 침입하여 굽타 왕조를 쇠미(衰微)시키고, 북으로는 소그디아나를 제압하여 시르강에 이르고, 동으로는 호탄 및 톈산(天山)의 남북까지도 세력을 뻗쳐서, 고차(高車)·연연(??)을 압박, 인도·중국·페르시아·남러시아를 연결하는 무역노선을 거의 장악, 중앙아시아에서 일대 세력을 이룩하였다. 563 567년에는 돌궐(突厥)과 사산 왕조에 협격당하여 멸망했다. 그 후 에프탈 민족은 돌궐·당·아라비아 등의 지배를 받았다.

### 인도
4세기 초, 마우리아 왕조의 시조와 같은 이름을 가진 찬드라굽타(1세)에 의해서 굽타 왕조가 탄생했다. 마우리아 왕조의 멸망 후, 수세기 동안 갠지스강 유역에 두드러진 강국(强國)은 나타나지 않았었는데, 이 굽타 왕조에 의해서 북인도가 재통일되기에 이르렀다. 굽타 시대는 또한 인도 고전문화의 황금시대로 알려져 있다. 산스크리트 문학은 크게 번영하고, 고대 인도 최대의 시인(詩人) 칼리다사를 낳았다. 2대 서사시 「마하바라타」와 「라마야나」도, 이 시대에 거의 지금의 형태로 정리되었다. 한때 불교에 압도되어 부진했던 브라만교학(敎學)이 왕실의 보호를 받아 부흥하여 6파 철학이라고 불리는 브라만 여러 학파의 철학체계도 완성을 보았다. 불교는 지난날의 융성에는 미치지 못했으나, 학문적 연구는 여전히 계속되어, 날란나 승원(僧院)은 불교교학의 중심으로서 내외에 알려졌다. 불교가 민중으로부터 유리되고 있었던 것과는 반대로 아리아적인 브라만교와 비(非)아리아적인 원주민의 신앙과 습속(習俗), 불교적 요소 등이 융합되어 생긴 힌두교는 민중 사이에 침투하고 있었다. 종교와 결부되어 천문학·물리학·수학·의학 등의 여러 과학도 발달되었다. 10진법에 따른 인도 수학은 여러 과학 중에서도 특히 훌륭한 분야였다. 제로(0)의 발견은 수학사상 인도가 가져다 준 커다란 공헌이라고 말하고 있다. 미술 방면에서는 전대에 이어서 불교미술이 중심이 되고 있었다. 조각에 있어서의 굽타식 불상이나, 회화에서의 아잔타 벽화는 인도 불교 미술의 정점을 차지하는 것이다. 북인도를 통일하고 인도 고전문화의 황금시대를 실현시킨 굽타 왕조도, 6세기가 되자 서북 방면으로부터 에프탈의 침입을 받아 국력이 다하여 쇠망했다.

### 동남아시아
불교·힌두교로 대표되는 인도 문화는, 인도 동해안에서 해로(海路)에 의해 동남아시아에 전해져서 이 지방 문화 형성에 커다란 역할을 수행했다. 동남아시아에는 또한 북쪽에서 중국 문화가 유입되었는데, 그 영향력은 인도 문화에 비해서 작았다. 베트남 북부를 제외한 동남아시아는 인도 문화권에 속해 있었다고 할 수 있다. 이 지방에 사는 여러 민족이 국가 활동을 시작한 것은, 1 2세기로 거슬러 올라간다. 초기의 국가 가운데는, 부남과 참파 양국이 중요하다. 부남은 인도차이나 반도의 메콩강 유역에 있던 크메르족(캄보디아인)에 의해서 1세기 말경 세워진 왕국이며, 또한 참파는 반도 동남부에 사는 참족이 2세기 말에 한나라의 지배에서 독립하여 세운 왕국이다. 두 나라 모두 남해 산물의 수송로에 위치하였고, 또한 2대 선진 문명의 중간에 위치했다는 지리적 조건의 혜택으로, 중개무역에 의해서 번영했다.

### 북아시아
2세기 중엽부터 3세기에 몽골에 세력을 편 선비(鮮卑)에 교체되어 초원(草原)을 지배한 것은 유연(柔然)이다. 그 수장(首長)은 후의 투르크계·몽골계 민족 사이에서 널리 사용되는 가한(可汗)이라는 칭호를 사용하여 5세기 초에 통치권을 확립했다. 이 유연에 맞서서 북몽골에는 일찍이 정령(丁零), 후에는 철륵(鐵勒)이라고 불리는 고(古)터키계 민족 투르크의 하나인 고차(高車)가 일어났다.
고차는 5세기 말에는 유연과 에프탈의 영역 사이에 끼인 준가리아 방면에 이동하여 세력을 확대했다. 그러나 얼마 후 에프탈의 동진에 의해 괴멸됐다. 6세기 중엽이 되자 유연의 밑에 있던 투르크(철륵：鐵勒)의 한 부족이 알타이 산기슭에서 봉기, 여러 부(部)를 통합하여 독립한 후 유연을 쓰러뜨리고(556), 에프탈의 주권을 빼앗았다(565년?).
583년에는 동으로는 싱안링(興安嶺)에서 서로는 아랄해(海)에 이르는 공전의 대제국을 형성하여, 멀리 동로마까지 통상(通商)했다. 이것이 중국 사서(史書)에서 말하는 돌궐(突厥)이다.

### 중국
265년에 위(魏)로부터 선양을 받은 진(晋)의 무제(武帝)는 280년에 이르러 강남(江南)에서 할거하던 오를 병합하여 다시 중국 전토의 재통일을 성취했다. 그 중에서도 가장 중대한 문제는 조조시대 이후 계속되던 이민족의 자유로운 거주(內地雜居)가 두드러지게 심해진 사실이었다. 이러한 상황에서 이민족을 중국 국경 밖으로 이주시켜야 한다는 논의가 심각하게 검토되기에 이르렀다.무제는 이와 같은 난국을 타파하는 길을 일족(一族)의 단결에 의지하는 수밖에 없다고 생각했다. 조씨의 위 왕실이 일족을 정권에서 멀리한 탓에 일찍 멸망하게 되었다는 점을 감안한 무제는, 그 일족을 대규모로 각지에 보내 왕으로 봉하고 영토를 분배했다. 그리고 오를 평정한 이상 이제는 태평 성세가 왔다는 구실로 지방 장관 휘하에 있던 주둔군들을 해산시켜 버렸다. 그러나 무제의 의도는 완전히 실패하고 말았다. 이번에는 일족을 중용한 일이 오히려 화를 자초하게 되었던 것이다. 이 일족들을 왕으로 삼아 각지에 봉건(封建)시켰지만, 그들은 서로 다퉈 팔왕의 난을 일으켰고, 이에 편승하여 침입한 북방 민족(五胡) 때문에 30여 년 만에 멸망했다. 이 쟁난을 영가의 난이라 한다. 이때 진나라의 일족 사마예(司馬睿)는 건업(建業)에서 제위에 올라, 진은 이후 강남(江南)에서 명맥을 유지했다. 이 이전을 서진(西晉), 이후를 동진(東晉)이라고 한다. 진나라의 남천(南遷)과 함께 화북(華北) 명족(名族)의 대부분은 백성을 이끌고 강남으로 이주했기 때문에 이후 양쯔강 유역의 개발이 발달하여 문화의 중심지가 되었다. 화북에서는 침입해 온 북방 민족이 각각 나라를 세워 격심한 흥망을 반복했다. 그들의 나라를 총칭하여 5호16국(五胡十六國)이라고 한다.
5세기에 들어서자 동진은 송(宋)으로 바뀌었고, 한편 화북에서는 선비족(鮮卑族)의 북위(北魏：後魏라고도 한다)가 화북을 통일하였다. 이 이후는 남북이 거의 같이 통일정권을 존속시켰기 때문에 이 시기를 남북조 시대라고 한다. 남조에서는 한인 왕조의 송(宋, 420 478)·제(齊, 479 501)·양(梁, 502 557)·진(陳, 557 589)이 흥망하였고, 북조에선 이민족 왕조인 북위(北魏, 386 534), 그것이 갈라져서 동위(東魏, 534 550)와 서위(西魏, 535 557), 그리고 북제(北齊, 550 577) 북주(北周, 557 581)가 흥망했다. 이 동안 합계 52명의 황제가 폐립(廢立)되었는데 천명을 다한 것은 20명도 못 된다. 3국 시대부터 수나라의 통일에 이르는 약 370년간은 전화가 그칠 때가 없는 정치적으로는 혼란한 시대였으나 이 사이에 강남(江南)의 개발은 진보되어, 북조에 있어서는 균전제(均田制)·조용조제(祖庸調制) 등의 여러 제도가 정비되는 등, 다가올 수(隋)·당(唐) 제국의 번영을 약속했던 시대로서 중국사상 중요한 시대이다. 또한 후한(後漢)의 멸망 후부터 수나라 통일까지의 사이를 총칭하여 위진 남북조 시대라고 하며, 문화사에서는 3국 이래 강남의 건업(建業)에 도읍한 6대 왕조인 오(吳)·동진(東晋)·송(宋)·제(齊)·양(梁)·진(陳)을 따서 육조 시대라고 부른다.

## 7세기-8세기
동에 당(唐)제국, 서에 프랑크 왕국, 중앙에 사라센 제국의 3국이 각각 강대한 세력을 자랑하고 있었던 것이, 이 시대의 세계 대세(大勢)이다. 서유럽에서는 4세기 이래 각지에 이동한 게르만족이 앵글로색슨족이나 서고트족 등을 제외하고는, 대부분 프랑크 왕국이나 동로마 제국의 치하에 흡수되었다. 프랑크 왕국에서는 카를 마르텔의 사라센 제국의 격퇴로 궁재(宮宰)의 힘이 강대해졌으나, 8세기에는 피핀에 의해서 카롤링거 왕조가 성립되었다. 이 무렵 프랑크 왕국은 로마 교황과의 유대를 강화하기 시작했으나, 교황 또한 그리스 교회와 대항하기 위해 세속(世俗) 군주와의 유대를 바라고 있었다. 여기서 프랑크 왕국에서는 봉건제의 기반이 성립되기 시작함과 동시에, 중세에 있어서의 교황과 군주와의 제휴·상호 이용이 전개되었다. 동로마 제국은 유스티니아누스 황제 시대의 번영의 뒤를 이어, 6세기 말부터 슬라브족의 발칸에의 이주와 국내의 반란으로 일시 시달렸다. 그러나 7세기 초부터 이 제국은 둔전병(屯田兵)과 군관구 제도 등을 채용하고 중앙집권을 강화해서, 7세기 말 사라센군의 침입을 방위했다. 또한 8세기 초에는 우상숭배 문제를 계기로 하여, 로마 교회와 대립하기 시작하고, 제국은 종교적으로나 정치적으로 그리스적 국가로서의 특색을 강하게 가지게 되었다.
5-6세기까지 서유럽 외의 세계는, 사산 왕조로 대표되는 이란 문명권과, 동로마를 중심으로 한 지중해 문명권으로 형성되어 있었다. 그러나 7세기에 이슬람교가 성립되자, 종래의 여러 문명을 계승하면서도 이들의 문명권과는 다른 독자적인 문명을 만들어냈다. 이것이 이슬람 문명이다. 무함마드는 알라의 계시를 받아, 사람들에게 알라에의 절대적 귀의(歸依)를 가르쳤다. 그는 한때 메카에서 메디나로 피신하였는데, 드디어 아라비아 전부족을 통일하여 이슬람 세계 건설의 기초를 닦았다. 무함마드의 사후, 역대 칼리프는 이슬람 세계의 확립과 발전에 노력했기 때문에, 불과 1세기 동안에 동으로는 중앙아시아·인도로부터, 서로는 북아프리카·이베리아 반도에 걸치는 대제국을 건설했다. 정복사업은 그 후에도 계속되었으나 제3대 오스만 시대 무렵부터 교단(敎團) 내부의 대립이 표면화되었다.
굽타 왕조의 멸망 후 북인도에서는 잠시 분열시대가 계속되었는데, 7세기 초에 바르다나 왕조가 성립되고 일시 북인도는 통일되었다. 그러나 얼마 못 가서 왕실이 문란해지고 인도의 통일은 급속히 무너졌다. 바르다나 왕국이 멸망한 때부터 이슬람교도에 의해서 북인도가 통일될 때까지인 약 5세기 반 동안, 인도에는 소왕국 난립의 시대가 계속되었다. 남인도에서는 드라비다계의 여러 왕국이 분립하고 있었는데, 그 중에서도 남단(南端)의 타밀 지방에 일어난 촐라 왕조가 특히 부강했다. 이 왕조의 원정군은 동남아시아의 스리비자야까지 진출하였다. 동남아시아 방면에서는, 그 후 인도 문화의 수용(受容)이 진행되었고, 캄보디아를 중심으로 하여 진랍(眞臘)이 대두되었으나, 얼마 후에 분열했다. 또한 수마트라에서도 스리비자야 왕국이 일어나서 해상(海上) 무역에 의하여 강대한 국가가 되었다.
동아시아에서는, 6세기에 수나라가 중국을 통일하였다. 수나라는 토목공사와 외정(外征)에 주력하여, 서로는 칭하이(靑海)의 땅을 처음으로 지배하에 두었고, 남으로는 지금의 북베트남·타이완의 땅까지 지배하였으며, 나아가서 고구려를 세 번에 걸쳐 침공하였으나 실패했다. 이 때문에 국력을 소비하여, 농민의 반란이 일어났다. 이리하여 각지의 호족들이 반란집단을 통합하여 할거(割據)하다가, 7세기 초 당공(唐公) 이연(李淵)이 당(唐)제국을 건국함으로써, 수는 불과 38년, 실질적으로는 2대로 멸망하고 말았다. 당은 북위(北魏) 이래의 균전제(均田制)를 실시하여 율령(律令)을 정비하고, 서북 변방의 돌궐(突厥), 탕구트, 토번(吐蕃)을 토벌하여 강력한 중앙집권 국가를 확립시켰다.안정된 통일국가의 출현은 동서문화의 교류를 촉진시켰고, 국내적으로는 현란하고 호화로운 귀족적·국제적 문화의 꽃을 피웠으며, 대외적으로는 당을 중심으로 한 주변 여러 국가의 문화에 커다란 영향을 미쳤다. 특히 동아시아의 각지에는 율령국가가 성립하여, 여기서 당을 중심으로 하여 정치적·문화적으로 통일된 문화권이 완성되었다. 그러나 8세기 중엽에 일어난 안사의 난을 계기로 하여, 당제국의 권위는 크게 동요되고 당의 성격은 일변했다. 균전제는 붕괴되어 조용조(租庸調)·부병제(府兵制)는 실시되지 않게 되었다.

### 이슬람 제국
7세기 초 아라비아의 메카에서 알라의 새로운 신앙을 설교하여 박해를 받은 무함마드는, 622년 메디나로 피난하였다. 이 사건은 헤지라(聖遷)라고 불리는데, 낡은 부족 조직으로부터의 완전한 분리와 새로운 종교적 공동체의 성립을 의미하며, 이슬람교 발전의 출발점이 되었다. 무함마드는 630년에 메카를 회복하고, 2년 후 그가 죽을 무렵에는 아라비아의 거의 전토를 지배하에 두고 있었다. 마호메트의 사후, 장로 아부 바크르가 칼리프(후계자)로 선발되었다. 이후 제4대 알리에 이르기까지를 정통 칼리프 시대라고 한다. 이 시대에 아라비아인의 대정복이 개시되었다. 특히 제2대 칼리프인 우마르는 시리아, 이라크, 이집트를 병합하였고, 642년에는 사산 왕조 페르시아를 타도하여 이슬람 제국의 기초를 구축했다. 정복 사업은 그 후에도 계속 추진되었으나, 제3대 우스만 시대부터 교단 내부의 대립이 표면화되기 시작했다. 그것은 무함마드 일족과 메카의 상업 귀족을 대표하는 우마이야 가와의 대립이다. 마호메트의 종제(從弟)인 알리가 제4대 칼리프에 취임하자, 시리아 총독이었던 우마이야 가의 무아위야는 유력한 반대 세력이 되어 알리의 암살 후, 다마스쿠스에 도읍을 두고 옴미아드 왕조를 세웠다.옴미아드 왕조는 칼리프의 세습제(世襲制)를 취하고, 그 지위는 차츰 전제군주화되었다. 이 시대에 정복은 더욱 확대되어서 서로는 에스파냐, 동으로는 중앙아시아·북부 인도까지 사라센 제국의 최대 영토를 형성했다.이와 같은 찬란한 대외적 발전에도 불구하고, 국내에는 알리를 지지하는 시아파가 옴미아드 왕조의 아랍 지상주의에 불만을 가진 이란계 이슬람교도의 지지를 받아 칼리프에 대항하여 제국 분열의 경향이 두드러지게 되었다.
옴미아드 왕조의 지배에 대한 피정복민의 불만은, 특히 이란계 이슬람교도가 오히려 더 강했는데, 747년 드디어 그들은 동이란의 호라산 지방에서 반란을 일으키기에 이르렀다. 이 정세를 교묘하게 이용하여 옴미아드 왕조를 타도한 것이 마호메트의 백부 아바스의 5대손 아부 알아바스이다. 그는 750년, 이라크의 쿠파에서 칼리프 지위에 올라서 아바스 왕조를 창건했다. 재위 4년 만에 아불은 병사했는데, 동생인 알만수르(재위 754년-775년)가 칼리프를 계승하여 국내의 반란을 진정시키고, 아바스 왕조의 기초를 확립했다. 그는 티그리스강 근처에 바그다드를 건설하여 제국의 수도를 옮겼다. 아바스 왕조는 정치적으로나 문화적으로나 페르시아의 영향을 강하게 받아, 칼리프의 지위는 완전히 전제군주화했다. 칼리프는 이제 신의 예언자의 후계자가 아니라 알라의 직접적인 대리자이며 ‘지상에서의 알라의 그림자’라고 불리었다. 8세기 후반, 알마흐디(재위 775년-785년)와 그의 아들 하룬 알라시드의 시대가 왕조의 최성기로서 바그다드는 동서 교통의 중심이 되었고, 메소포타미아의 풍부한 경제력을 배경으로 번영하였으며, 그 곳에서 국제적인 이슬람 문화가 발달했다. 그러나 아바스 왕조의 성립과 함께 이슬람 제국의 분열이 시작되었다. 우마이야 왕조 멸망 후 동족인 압둘 라흐만은 에스파냐로 피하여 756년 코르도바에서 옴미아드 왕조를 재흥시켰다. 이것이 후옴미아드 왕조이다. 압둘 라흐만 3세는 929년 칼리프를 자칭하여 이슬람 세계에 동서 칼리프가 양립하기에 이르렀다.

### 인도
굽타 제국의 붕괴 후 북인도에는 잠시 분열시대가 계속되는데 7세기 초에 하르샤 바르다나 왕이 나와서 북인도를 다시 통일했다. 도읍을 카나우지(카냐그부쟈, 曲女城)에 둔 하르샤 왕국의 번영에 관해서는 당시 인도에 체재했던 현장이 여행기 대당서역기(大唐西域記)에서 상세하게 기술하고 있다. 하르샤 왕은 또한 당나라 조정에서 사절을 파견하였고, 그 답례로서 당조(唐朝)에서 왕현책(王玄策)이 파견되었다. 그러나 하르샤의 사후 왕실이 문란해져서 북인도의 통일은 급속하게 무너졌다. 하르샤 왕국이 망한 다음부터 이슬람교도에 의해서 북인도가 통일되기까지의 약 5세기 반 동안, 인도에는 소왕국 난립의 시대가 계속되었다. 이 기간 동안 북인도 각지에는 라지푸트족의 소왕국이 흥망하였기 때문에 이 시대를 라지푸트 시대라고 일컬을 때도 있다. 이들 소왕국은 이웃 나라와의 싸움을 반복하고 10세기 말부터 시작된 이슬람교도의 침입에 대해서도 단결하여 싸우려고 하지 않았다. 남인도에서는 드라비다계의 여러 왕국이 분립하고 있었으나 그 가운데서도 남단의 타밀 지방에 흥성했던 촐라 제국이 특히 부강을 자랑했다. 이 왕조의 원정군은 동남아시아의 스리비쟈야에까지 달했다고 한다. 한편 인도 민중으로부터 유리되어 있던 불교는 일시 벵골의 팔라 제국에 보호되어 번성했었는데, 12세기 말경에는 거의 인도에서 자취를 감추었다.

### 동남아시아
6세기 중엽 메콩강 중류 지역에 일어난 크메르(캄보디아)인의 나라 진랍(眞臘)은 7세기에 들어서자 부남(扶南)을 멸망시켰으나, 이 왕가에는 상속자가 없었기 때문에, 계승권을 둘러싼 내분이 일어나 마침내 두 개의 진랍으로 갈라지고 말았다. 『당서(唐書)』 「남만전(南蠻傳)」에는 이들 두 나라가 북쪽의 ‘육진랍(陸眞臘),’ 남쪽의 ‘수진랍(水眞臘)’으로 기록되어 있다. 북쪽의 진랍은 문화적으로 이란 계통이었다. 정치적으로나 군사적으로나 조직이 완비되었고, 행정도 중앙 집권화되어 있어서 국력이 충실했다. 한편 남쪽의 진랍은 약체를 면치 못해 오래지 않아 여러 개의 소국으로 분열되었으며, 정치적으로는 거의 눈에 띄지 않는 존재가 되고 말았다. 그러나 이 때문에 오히려 800년경에는 젊고 천재적인 군주 자야바르만 2세에 의해 남부의 통일운동이 일어나, 결국 앙코르의 크메르 제국이 건설되었다. 미얀마에서는 이라와디강 하류 델타에 몬(Mon)인, 상류와 중류 지대에 퓨(Pyu)인이 살고 있었고 7세기에는 퓨인의 국가가 번영했다. 한편 도서 지방에서는 수마트라에 스리비자야 왕국이 일어나 해상무역에 의해서 강력한 국가가 되었다.

## 9세기-10세기
800년에 카를 대제가 교황 레오 3세로부터 로마 제국의 황제로 대관(戴冠)됨으로써 로마 교황과 프랑크 왕국의 관계는 밀접해졌으며, 카를 대제는 교황에 의한 동로마 제국 황제의 간섭을 배제하고 로마 제국 이래의 통일 제국을 건설하였는데, 이것이 비잔틴 세계 및 이슬람 세계와 구별되는 이른바 중세 유럽 세계라는 정치·문화적 공동체였다. 그리고 대제는 민족 이동기의 쇠퇴했던 문화를 부흥시키고(카롤링거 르네상스), 게르만·로마·그리스도교 등의 여러 요소를 융합시켜 오늘날까지도 내려오는 서유럽 공통의 출발점을 이룩하였다. 그러나 고대 이래로 교역 활동의 중심무대가 되어 온 지중해가 사라센의 수중으로 들어가게 됨으로써 서유럽 세계에서는 교환경제 사회가 자연경제 사회로 후퇴하게 되었던 까닭에, 대제의 사후(死後)에는 왕국도 분열되어 동프랑크(독일)·서프랑크(프랑스)·이탈리아 등 3국이 성립되었다. 그리고 영국에서도 색슨계(系)의 통일 왕조가 성립됨으로써 이 시대는 유럽 여러 왕국의 형성기로서도 중대한 의의가 있다. 이 무렵의 유럽에서는 점차 장원제(莊園制)가 보급됨과 아울러 지배자와의 사이에 주종(主從) 관계가 일반화하기 시작하여 봉건제(封建制)가 성립되었다. 그리고 장원의 지역적 집중이 이루어짐으로써 나중에 영주권이 강화되어 왕권과 대립하게 되었고, 따라서 지방분권화 경향을 나타냈다. 한편, 교회도 이른바 교회령(敎會領)을 가지게 되며, 이 무렵에는 그 권력이 세속의 영주와 다를 바 없게 됨으로써 여기서 중세의 소위 2원적 지배체제가 성립된 것이었다. 그러나 이에 대하여 비잔틴 세계는 고전 그리스 문화를 보존, 발전시키며 아시아 여러 민족의 침입에 대하여 서유럽 세계를 지키는 방파제 구실을 해 주었고, 또 그들의 문화는 문화적 진공상태하에 놓여 있던 동구(東歐) 슬라브족에게 많은 영향을 주었다.
8세기 중엽 안사의 난을 겪고 나서 당(唐)의 국운은 급격하게 쇠퇴하였다. 당의 경제적 기초였던 균전제(均田制)가 무너지고 현실적 토지 사유에 바탕을 둔 양세법(兩稅法)이 시행되자, 토지 집중화 현상을 빚어냄과 동시에 농민의 몰락이 가속화하였다. 또한 농촌 사회의 변동은 부병제(府兵制)를 동요시켜 모병제(募兵制)를 취하게 되었는데, 이는 절도사(節度使)가 용병(傭兵)을 사병화(私兵化)하는 결과를 가져왔다. 이를 계기로 절도사는 지방의 행정·군사·재정의 실권을 집중하여 사실상 지방정권화하였다. 더구나 양세법 시행 이후에도 당의 재정 곤란은 격심하여 여러 종류의 잡세가 부가되고, 아울러 상업 및 고리대본이 발전함에 따라 농민은 장원에 유입되거나 번진(蕃鎭)의 용병이 되는 일이 속출하였다. 번진 세력의 대두와는 반대로 중앙 귀족이 조락하고, 정부 내 환관(宦官)의 전횡과 관료의 당쟁은 당의 붕괴를 재촉하였다. 지방에 할거(割據)한 신흥 지주 호족 세력은 농민과 유민을 흡수하여 빈번하게 반란을 일으켰다. 9세기 후기의 황소의 난은 전후 10여 년에 걸쳐 당의 보고(寶庫)인 강회 지방(江淮地方)을 유린함으로써 당 멸망에 결정타를 가했다. 10세기 초 절도사 주전충(朱全忠)이 후량(後梁)을 건립한 이래 50여 년간, 화북에는 후당·후진·후한·후주가 계승하였으며, 지방에는 10여 국이 할거·대항하는 이른바 5대 10국(五代十國)의 분열 시기를 맞이하였다.10세기 후반에 이르자 후주(後周)의 절도사 조광윤(趙匡胤)이 송(宋)을 건립하고, 회유와 무력으로 5대의 군벌 정권을 흡수 혹은 평정함으로써 중국은 또다시 통일을 보게 되었다(979). 5대의 군주가 이상으로 삼는 것은 군주 전제권 확립이었다. 송은 태조·태종 2대에 걸쳐 문치주의(文治主義)를 표방하고 무인 세력을 억제하여 군주독재권을 확립하였다. 과거를 통해 관리를 뽑아 새로운 관리기구를 편성하는 한편, 절도사도 이 새로운 관료로 대체해 나갔다. 새로운 관료를 황제의 권위에 예속시킴과 동시에 지방의 아군(牙軍)을 금군(禁軍)으로 개편하여 황제의 지휘하에 둠으로써 집권적 관료 체제를 완성하였다. 절도사의 해체와 무인 세력의 몰락 이래 지방 호족은 관료로 진출하였고, 장원을 경제적 기반으로 하여 새로운 세력층(形勢戶)으로 성장하였다.한편 9-10세기에 걸쳐 동아시아는 당의 대외 발전에 자극되어 주변 여러 민족의 각성이 일어나는 시기였다. 만주에서는 발해에 이어 거란이 부족국가로 성장하여 연운 16주(燕雲十六州)를 둘러싸고 송과 격심한 항쟁을 계속하였다. 그리고 서역에는 위구르와 티베트가 번갈아 흥기했고 윈난(雲南)에는 남조(南詔)가 일어나 당을 괴롭혔다. 일본은 율령제의 붕괴 이래 장원에 바탕을 둔 무사 계급의 대두가 현저하였다.

### 북아시아
투르크족은 기원전 3세기 말 이후 정령(丁零)·고차(高車)·철륵(鐵勒) 등으로 중국 사료에 나타나는데 552년 철륵의 일족인 아사나씨(阿史那氏)는 알타이 방면에서 독립하여 만주에서 중앙아시아에 이르는 강대한 돌궐(突厥) 유목국가를 형성했으나, 583년 동서 양(兩) 돌궐로 분열하여 서돌궐은 당(唐)의 세력이 중앙아시아에 진출하면서 붕괴했다(640년 이후). 한편 동돌궐은 7세기 초 수(隋)나라 말기의 혼란을 틈타 세력을 확대하여 절대적인 강성을 자랑했으나, 630년 당나라의 공격을 받았고, 다시 그 지배 하에 있던 철륵 제부(諸部)가 독립했기 때문에 와해되어 당의 간접 지배를 받았다. 682년에는 당에 반기를 들어 거란(契丹)·키르기스를 치고, 서남의 탕구트(Tangut)를 격파하고 하서(河西)를 침략, 동서 무역로를 장악하여 다시 중앙아시아의 일대 세력이 되었다. 후에 일족간의 싸움이 벌어져서 카를루크, 위구르 등이 배반하여 744년 위구르가 자립하고 가한(可汗)을 칭하기에 이르러 돌궐 유목국가는 멸망했다.

### 티베트
티베트인은 진(秦)·한(漢) 시대 때 저(?)나 강(羌)이란 이름으로 알려졌고, 쓰촨·산시·간쑤 지방에서 일찍부터 한족과 교섭해 오다가 6조 시대의 혼란기에는 몇 개의 지방 정권을 세운 일도 있었으나 후에 북조(北朝) 국가에 흡수되었다. 그러나 7세기에 들어서자 토번(吐蕃)이라고 불리는 일대 왕국을 출현시켜서 당나라와 맞먹는 강국을 형성했다. 중국이나 인도의 문화를 배우고, 또한 티베트 불교(라마교)를 성립시켜서 독특한 불교문화를 발전시켰고, 한편으로는 윈난(雲南)지방에 남조(南詔) 왕국이 출현하였다.

### 중국

#### 수의 통일
북위는 원래 몽골지방에 있던 선비족(鮮卑族)인 탁발씨(拓跋氏)가 화북(華北)에 들어가 한(漢) 민족을 정복하고 세운 왕조였으나, 화북에 들어간 그들은 새로 몽골지방을 점령한 유목민과 항쟁하지 않으면 안 되었다. 이에 그들은 만리장성 북쪽 인산산맥을 따라서 전선기지(前線基地)를 설치하고 유목민과 한족 출신을 주둔시켜 국방을 담당하게 하고, 이를 진(鎭)이라 일컬었다. 5세기 말, 북위의 효문제(孝文帝)는 화화정책(華化政策)의 일환으로 수도를 장성(長城) 가까이의 평성(平城)에서 뤄양(洛陽)으로 옮겼다. 평성이 수도였던 동안에는 북변 6진의 진민(鎭民)이 조정으로부터 우대를 받고 여러 가지 특권을 부여받고 있었다. 그러나 왕실이 뤄양으로 천도한 뒤로는 차차 경시되어, 관리가 될 수 없는 천민적인 존재가 되어 시간이 갈수록 그들의 소외감은 심해질 뿐이었다. 효문제가 죽은 후 북위는 급속히 쇠망하여 국가 기강이 매우 어지러웠다. 효문제가 세운 제도가 차차 무너지면서 북방에서 잇따른 반란이 일어나 국방 군인의 세력이 커졌다. 마침내 산시성(山西省)에서 유목생활을 하던 추장(酋長) 이주영(爾朱榮)이 군대를 일으켜 권력을 잡았다. 이주영이 죽은 뒤 그 휘하 장군들은 고환의 통솔을 받았다. 그러나 오직 한 사람의 예외가 있었는데, 그는 무천진 출신으로서 장안(長安)에 근거를 두고 있던 우문태(宇文泰)였다. 그런데 고환이 옹립한 효무제(孝武帝)는 서쪽 장안에 있던 우문태에게로 도망했다. 이에 고환은 그 대신에 효정제(孝靜帝)를 추대하고 수도를 동쪽에 있는 업으로 옮겼다.이로써 북위에는 업과 장안에 동시에 두 황제가 출현하게 되었다. 업을 수도로 한 것이 동위(東魏), 장안을 수도로 한 것이 서위(西魏)였다. 얼마 후 동위는 실력자였던 고씨(高氏)에게 넘어가 북제(北齊) 왕조가 되고, 서위는 실력자 우문씨(宇文氏)에게 넘어가 북주(北周) 왕조로 바뀌게 되었다. 효문제에 의한 화화정책(華化政策)의 일환으로 출현한 수도 뤄양성(洛陽城)은 불과 40년만에 수도로서의 지위를 상실하게 되었다.
북위 효문제의 지나친 화화정책은 6진의 반란을 불러 일으키고 북위 왕조에 치명적인 타격을 주었다. 따라서 6진의 하나인 회삭진 출신의 고씨, 그리고 무천진 출신인 우문씨가 일으킨 북제(北齊)·북주(北周) 두 왕조의 초기에는 양쪽에서 모두 화화정책에 대한 반동이 일어났다. 18세에 즉위하면서부터 황제 칭호를 쓴 북주(北周)의 무제(武帝)는 처음에는 주공(周公)을 자처하는 우문호(宇文護)에게 정치를 위임했었다. 그러나 572년에 우문호를 타도하고 전권을 장악하면서부터 그는 갑자기 부국강병책(富國强兵策)을 쓰기 시작했다. 이어 그는 국가재정의 견지에서나 국론통일이라는 견지에서도 불교(佛敎)와 도교(道敎)가 방해가 된다고 생각하여, 앞서 북위의 태무제에 이어 두 번째로 574년에 폐불(廢佛)을 단행했다. 이번에는 도교도 금지했고, 승려와 도사(道士)들에게 환속을 강요했다. 577년에는 북제(北齊)를 멸망시켜 화북(華北)을 통일하는 데 성공했으나, 그 이듬해 무제는 병을 얻어 36세의 생애를 끝맺었다. 이민족 출신으로 특히 눈에 띄는 것은 무천진(武川鎭) 출신자가 많다는 사실이다. 주국대장군의 하나인 이호(李虎)는 뒤에 당(唐)을 세운 이연(李淵)의 조부였고, 대장군의 하나인 양충(楊忠)은 수(隋)의 건국자 양견(楊堅)의 아버지였다. 주국대장군 독고신(獨孤信)의 넷째 딸은 이호의 며느리이자 이연의 어머니요, 일곱째 딸은 양견의 아내가 된다. 무제가 죽은 뒤 선제(宣帝)가 뒤를 잇고, 같은 무천진 출신의 군벌 양견(楊堅)의 딸을 황후로 삼았다. 선제가 재위 1년도 못되어 재위를 태자에게 물려주어 정제(靜帝)로 삼고 상황(上皇)의 지위로 물러난 것은 천자로서의 책임을 회피하고 도락(道樂)에 전념하기 위해서였다. 자연히 조정의 권력은 상황의 장인인 양견에게 옮아갔고, 이어 상황이 죽자 양견은 불과 8세밖에 안 된 정제로부터 선양(禪讓)받아 수 왕조(隋王朝)를 성립시키고 양견은 문제(文帝)가 되었다.
문제는 589년 건강(建康, 南京)을 점령하여 남조의 진(陳)을 멸망시켰고, 또 진(晉)의 남천(南遷)으로부터 약 270년을 지나서 남북의 통일을 성취하였다. 문제는 내정에 힘을 기울여 그의 치세는 개황(開皇)의 치(治)라고 불렸다. 604년 문제를 죽이고 제위를 빼앗은 아들 광(廣, 陽帝)은 토목공사와 외정(外征)에 힘을 기울여 서로는 칭하이(靑海)의 땅을 처음으로 지배하에 넣고, 남으로는 지금의 북베트남·대만까지 지배하였으며, 다시 고구려를 세 번이나 침범하였으나 실패에 그쳤다. 이 때문에 국력은 소진되어 생산물과 노동력을 대량으로 착취당해 오던 농민의 반란을 초래했다. 처음 허베이(河北)·산둥(山東) 방면을 중심으로 일어난 농민 반란은 613년에 양현감의 난이 일어나자 그 후 전국적이 되어 각지의 호족(豪族)들은 여러 집단을 통합하여 할거했다. 617년 양제가 장뚜(江都)에 있을 때, 당공(唐公) 이연(李淵)은 그의 아들 이세민(李世民)의 권고로 군사를 일으켜서 양제의 손자 양유(揚侑, 恭帝)를 옹립했다. 다음해 양제가 살해되자 공제에게 자리를 물러나게 하고 즉위하여 당조(唐朝)를 창립했다. 이리하여 수나라는 불과38년, 실질적으로는 2대로 멸망했다. 그러나 수나라는 문제에 의해서 종래 화북(華北)에서만 실시되어 왔던 균전(均田)·조용조(租庸調) 제도를 중국 전토에 넓히고 서위(西魏)에서 시작된 부병제(府兵制)를 시행하여 병농일치(兵農一致) 제도를 확립하고 다시 과거제(科擧制)를 실시하는 등, 후에 세계제국이라고 일컬어진 당조(唐朝)의 번영을 준비했다는 점에서 역사상 커다란 의의를 갖는다.

#### 당 제국
당나라는 수나라의 뒤를 이어 중국을 통일한 왕조로서, 618년부터 907년까지 20대 209년간 계속되었다. 창립자는 이연(李淵)이며, 장안(長安)에 도읍하여 한·위(韓魏) 이래의 여러 제도를 집대성하였고, 주변 민족을 복속시켜서 세계제국(世界帝國)이라고 칭하는 대국을 건설하였다. 당시의 모든 문화를 흡수·합류시켜 국제적 문화를 자랑했고, 그 제도 문물은 전(全) 동아시아에 영향을 주었다.
주변 제민족에 대한 당(唐) 문화의 파급에 따라서, 여러 민족은 차츰 내부에서 계급 분화를 일으켜 왕권(王權)이 생겼고, 당의 조종을 받지 않게 되었을 뿐만 아니라, 일제히 당에 대한 침공을 개시했다. 이 때문에 기미정책은 파탄되어, 대군을 변경에 상주시키지 않으면 안되게 되었다. 이리하여 모병제가 발전하고 절도사(節度使)가 배치되었는데 본래는 변경 방비를 강화하여 중앙집권화를 추진할 목적으로 배치한 절도사들이 군벌화(軍閥化)하였다. 한편 증대하는 군비(軍費)를 지탱하는 농민층은 장원(莊園)의 발달, 균전제(均田制)의 유명무실화에 의해서 분해의 속도를 빨리하였다. 괄호(括戶→租庸調) 정책의 강행에 의해서 호적상의 호구 수는 급증했으나, 징세 강화와 상업 발전에 따른 토지 매매도 격화되어, 토지를 버리고 부랑화(浮浪化)하는 농민(客戶)도 많아 그것을 수용하는 모병군대가 더욱 팽창된다. 그 모순을 기화로 권력 탈취를 기도한 안사의 난이 발발하였고, 그 전후(戰後)의 혼란을 처리하여 재정을 바로세우고 절도사를 견제하며 당조(唐朝)의 권위를 회복하기 위해서 양세법(兩稅法)이 창시되었다.

## 11세기-12세기
스칸디나비아반도에 있던 게르만계(系)의 노르만인은 그들의 발달된 항해술과 약탈 행위로 유럽 여러 나라를 괴롭히더니, 1066년에는 잉글랜드를 점령하고 이어 대륙에서의 영토 문제를 둘러싸고 프랑스와 빈번히 대립하였다. 한편 중국사에서 흉노(匈奴)로 알려진 훈족(族) 계통의 마자르족이 헝가리 왕국을, 서슬라브족이 폴란드 왕국을 건국했던 것도 이 무렵의 일이었다.또한 이 시기에는 그리스 정교회와 로마가톨릭 교회의 분열에도 불구하고 종교계의 지배자인 가톨릭 교황의 권력이 강대해졌으며, 이에 세속계의 최고 권력자인 신성 로마 황제와의 사이에 권력투쟁이 전개되었다. 성직의 서임권(敍任權)을 둘러싸고 교황 그레고리 7세와 하인리히 4세 사이에 벌어졌던 정면 충돌은 그 두드러진 예(例)였다. 이 충돌의 결과로 하인리히 4세는 카노사에서 그레고리 7세에게 항복하게 되었다. 이 사건이 있은 다음부터는 교황권이 절대적인 것으로 된 반면에 속세의 황제권은 점차 쇠퇴되었으며, 이와 같이 강대한 교황권을 바탕으로 그리스도 교권국가가 회교권의 국가에게 반격을 가하기 시작한 것이 십자군의 원정으로 나타났다. 회교도들에게 점령된 성지 예루살렘의 탈환과 동로마 구원의 명분을 가졌던 십자군 원정은 1096년에서 1100년에 이르기까지 3회에 걸쳐서 단행되었으며, 이 십자군 원정은 후세의 정치·경제·교통 등 여러 면에 걸쳐 많은 영향을 미쳤다. 이러한 여러 영향은 볼로냐 대학, 파리 대학, 옥스퍼드 대학 등이 끼친 여러 방면의 영향과 더불어 매우 중요한 역할을 하였다.
이 시기의 중국 대륙은 송(宋)의 진종(眞宗) 이후부터 칭기즈 칸에게 금(金) 제국이 멸망되는 시기에 해당된다. 송은 건국자인 태조 자신이 절도사(節度使) 출신의 군벌(軍閥)이었던 까닭에 군벌정치의 폐단을 고려하여 건국초부터 무력으로써 통일을 유지하는 대신 번거로운 행정제도를 채택하여 정치권력을 분산시키는 한편 문인정치(文人政治)를 실시했다. 송은 군비에 있어서도 병무(兵務) 집중의 방침을 세웠다고 하나 쓸모있는 군대의 양성을 소홀히 하여 국방면의 허약성을 노출하고 있다. 이와 같은 약체의 군사력으로 말미암아 송은 국초(國初)부터 요(遼)의 위협과 서북으로 서장(西藏)계 탕구트족의 무력적 위협을 받게 됐다. 그러나 송은 이를 물리칠 국력이 없어 고식적인 평화책으로 당면한 난관을 호도했다. 신종(神宗) 때는 왕안석(王安石)이 신법(新法)을 고안하여 부국강병을 기하려 했으나 사마광(司馬光) 등 보수파 관료의 반대에 부딪혀 이로부터 정권을 둘러싸고 신구 양파가 치열한 파쟁을 전개하였다. 12세기에 이르러 그들 스스로가 고려인 함보(函普)를 시조로 자랑삼는 여진족 완안부(完顧部) 추장 아골타(阿骨打)가 송과 동맹하여 요를 멸망시키고 금을 세웠는데, 이 때부터 금은 송의 새로운 대적(大敵)으로 동양사의 표면에 등장하였다. 금은 송이 대(對)요 전쟁 때 맺은 약속의 불이행을 구실로 1126년에 수도인 부경을 함락시키고 휘종(徽宗)·흠종(欽宗) 등 2제(帝)와 많은 볼모를 잡아가는 등 소위 정강의 난을 일으켰다. 이에 송의 일족은 화남으로 피하여 임안부(臨安府, 杭州)에서 겨우 사직을 지켰다. 이 남천(南遷) 이후의 송을 남송(南宋)이라고 한다. 송대에는 당말까지도 중국 사회에 깊이 뿌리박혀 있던 엄격한 신분 계층이 무너지고, 형세호(形勢戶)라고 불리는 신흥 지주층이 대거로 관료계에 진출하였다. 문화면에 있어서는 서민의 의취(意趣)에 맞는 문화가 새로 대두하는데, 특히 이 시대의 주자학은 그 후 한국의 정신계를 지배하는 철학이 되었다.
한편 이 무렵의 서아시아 및 중앙아시아는 10세기에 이어 11세기에도 투르크계 민족의 전성시대를 이루고 있었다. 이 일파인 셀주크는 메르브에 건국의 터전을 마련하고, 이란에 침입하여 바그다드를 점령, 전제군주라는 뜻을 가진 ‘술탄’ 칭호를 가지고 그들이 믿게 된 회교도 세계의 정치적 지배자가 되었다. 이 셀주크의 문물제도는 아라비아·이란계(系)의 요소도 충분히 흡수한 정복왕조의 성격을 띤 것이었으나, 11세기 중엽에 이르러 역시 투르크계로서 아랄해(海) 동남에 있던 호라즘 왕조가 일어나 이 지역에 대한 정치적 지배자로 등장하였다. 이 시기의 인도는 아프가니스탄이 중심이 되어 세운 투르크계의 여러 왕조가 북부 인도를 침입함으로써 회교 세력이 떨치게 되었다.

## 13세기-14세기
13-14세기에는 당에 밀린 셀주크 투르크족의 서방 진출이 십자군 운동을 유발해 4차 십자군이 마침내 동맹국인 비잔틴 제국을 무너뜨리고 라틴 제국을 건설하여 정치·경제적 욕망을 드러내면서 봉건제의 해체를 알린 것이나, 터키족의 서천(西遷) 후에 나타난 중앙아시아에서의 세력권 공백과 요(遼)·금(金)의 교체로 인한 몽골고원의 지배권 공백을 이용한 칭기즈칸의 유목제국이나 그 발전인 세계제국이 출현하는 등 세계는 급격하게 변화하고 있었다.
유럽에서는 십자군 운동 이후 그 중심지였던 이탈리아의 상업도시가 레반트 무역을 독점하고 한자 도시 동맹과 더불어 원거리 무역과 도시발달을 추진하였다. 화폐 경제의 농촌 침투는 지대(地代)의 금납화, 직영지의 해방을 비롯한 장원제의 해체를 촉진하는 한편 도시에서는 귀족화한 상인지배를 타파하는 길드 혁명이 진행되어 평민 도시화와 공장제 수공업화가 진전되었다. 뿐만 아니라 십자군 운동의 실패로 실추된 교황권이나 황제권을 대신하여 왕권이 강화되었다. 이리하여 관료제와 상비군의 정비 및 사치의 필요성에서 과세(課稅) 증가가 기도되었으나 이를 견제하려는 도시인의 정치적 발언권과 충돌한 끝에 마침내 성직귀족, 세속귀족 및 도시민을 대표하는 영국의 자문의회나 프랑스의 삼부회 같은 신분제 의회를 가지게 되어 중세 국가는 신분제 국가로 변모하였다. 이러한 배경하에서 왕권강화가 추진되어 영국과 프랑스 사이에서는 백년전쟁이 일어났고, 교황은 프랑스 왕에 의하여 아비뇽에 유폐되는가 하면, 교회 분열과 공위(空位) 시대까지 있게 되었다. 이러한 교권의 쇠퇴와 왕권강화는 각국의 사정에 따라서 그 성격도 달랐다. 귀족세력이 강했던 독일은 영방제 국가를 이루었고, 상업자본이 축적되었던 이탈리아에서는 데스포트와 같은 전제군주제가 실현되었으며, 이베리아 반도에서는 이슬람 세력에의 대결의 필요성으로 그리스도교국(國)을 건설하였던 것이다. 그리고 이슬람 세력의 공격을 막으며 서유럽의 방패가 되었던 비잔틴 제국은 재흥된 뒤에도 계속적인 위협하에서 쇠퇴의 길을 걷고 있었다.
한편 칭기즈칸의 몽골 제국은 동으로는 발해와 고려를 복속시키고 금(金)을 멸하여 화북을 차지하는 한편 후방기지를 완성하고 동서무역로를 차지하고자 일대 정복운동을 서방으로 확대하였다. 바투의 원정군은 중앙아시아에서 남러시아·유럽에 진출하였고, 서아시아에서는 아바스 왕조를 무너뜨린 뒤에 일한국을 세웠다. 이와 같이 몽골족은 동서의 여러 민족을 지배하면서 쿠빌라이 때에는 원 제국을 세워 중국을 지배하고 중앙아시아·서아시아는 4한국(汗國)이 통치하게 하였으며, 이에 밀린 투르크족(터키족)은 서아시아에서 오스만 투르크의 왕국을 건설(1299)하여 아시아 대륙은 몽골족과 투르크족의 양대 정치 세력이 주도하는 동서 교통로가 열리게 되었다. 그러나 몽골제국의 지나친 지배권 확대가 왕권 대립과 4한국의 분열, 병합을 가져왔고, 광대한 지배지역 안에 포섭되었던 토착세력을 각성시키고 성장할 수 있는 기회를 주었다. 그리하여 중국에서는 홍건적의 난이 일어나서 한족의 명 왕조가 섰고, 중앙아시아에서는 티무르 제국이 일어나서 인도로 진출하였으며, 서아시아에서는 오스만 투르크가 티무르와 대전하며 서진하여 유럽 땅을 영유하기 시작하였다. 그리고 인도에서는 델리의 노예 왕조에서 최초의 이슬람 정권이 시작되는 한편 이에 대항하는 힌두 정권인 비자야나가르 왕국이 섰으며, 이어서 투글 왕조하에서는 이슬람·인도의 혼혈이 이루어졌다. 한편 대륙에서 몽골족의 세계제국과 이슬람의 세계화가 이루어지고 있는 동안 대륙 남단인 베트남에서는 진(陳)왕조가 대(對) 몽골 항쟁에 전력하다가 무너졌고, 미얀마에서는 아바(Aba) 왕조가, 타이에서는 아유티아 왕조가 섰다.
이러한 세계 정세의 변화가 또한 문화적인 변동을 수반한 것은 당연하였다. 유럽에서는 교황권과 봉건제의 해체 및 왕권 강화를 반영하여 건축양식은 로마네스크에서 고딕 양식으로, 스콜라 철학에서는 보편논쟁과 유명론(唯名論)으로, 그리스도교적인 라틴 문학이나 종교문학은 토착문학 내지 국민문학으로 점차 바뀌었다. 그리고 아시아에서는 투르크족과 몽골족의 활동으로 이슬람 문화가 세계화하며, 이 문화가 토착문화와 혼합되어 서아시아·중앙아시아 및 인도의 이슬람화가 진전되었고, 동서 문화의 교류가 활발하였다. 그러나 몽골 제국의 멸망 후에는 토착 세력이 성장하는 한편 중국에는 한민족의 전통문화가 부흥되었다.14세기 종장(終章)은 유럽의 교회분열과 농민 빈란, 중앙아시아에서의 북원의 멸망과 티무르의 인도 침입, 동아시아에서는 명의 정난역(靖難役), 일본의 남북조 통일 등 대사건들로 채워지고 있으며, 이러한 사건들이 유럽에서 동아시아에 걸쳐 그 지역적 조건의 차에 따라서 각각 15세기 이후 새시대의 도래를 알리고 이에 연결된 것이었음은 말할 것도 없다.